# Woskressenskoje (Kaliningrad)
Woskressenskoje (russisch Воскресенское, deutsch (Groß) Uszballen, 1928–1947 Bruchhöfen) ist eine Siedlung im Südosten der russischen Oblast Kaliningrad. Sie gehört zur kommunalen Selbstverwaltungseinheit Stadtkreis Nesterow im Rajon Nesterow.

## Geographische Lage
Woskressenskoje liegt zwei Kilometer südöstlich von Nesterow (Stallupönen/Ebenrode) an der Regionalstraße 27A-059, welche die Rajonstadt mit der russisch-polnischen Grenze beim polnischen Żytkiejmy (Szittkehmen/Wehrkirchen) verbindet, wo aber kein Übergang besteht. Die nächste Bahnstation ist Nesterow an der Bahnstrecke Kaliningrad–Tschernyschewskoje zur Weiterfahrt nach Litauen (Teilstück der ehemaligen Preußischen Ostbahn).

## Geschichte
Die früher Uszballen genannte Landgemeinde  gehörte am 24. Juni 1874 zu den 15 Landgemeinden und Gutsbezirken, die den Amtsbezirk Groß Wannagupchen (1938–1945 Rohren, russisch: Swobodnoje) bildeten. Er gehörte zum Landkreis Stallupönen (1938–1945 Landkreis Ebenrode) im Regierungsbezirk Gumbinnen der preußischen Provinz Ostpreußen. Zwischen 1903 und 1907 wurde der Name in „Groß Uszballen“ verändert, um den Ort von den zahlreichen anderen ostpreußischen Orten mit Namen Uszballen (Uschballen) zu unterscheiden. Im Jahre 1910 zählte das Dorf 157 Einwohner.
Am 30. September 1928 vergrößerte sich die Gemeinde Groß Uszballen um die Domäne Uszballen, die aus dem Gutsbezirk Göritten (russisch: Puschkino) übernommen wurde, und wurde am gleichen Tage in Bruchhöfen umbenannt. 1933 lebten hier 199 Einwohner. Am 1. April 1939 wurden die Gemeinden Ebenflur (bis 1938 Skarullen) und Muldau (bis 1938 Dozuhnen, nicht mehr existent) nach Bruchhöfen eingemeindet. 1939 wurden in dem so erweiterten Ort 336 Einwohner gezählt.
Infolge des Zweiten Weltkrieges kam Bruchhöfen zur Sowjetunion. Im Jahr 1947 erhielt der Ort den russischen Namen Woskressenskoje und wurde gleichzeitig dem Dorfsowjet Prigorodny selski Sowet im Rajon Nesterow zugeordnet. Von 2008 bis 2018 gehörte Woskressenskoje zur Landgemeinde Prigorodnoje selskoje posselenije und seither zum Stadtkreis Nesterow.

## Kirche
Groß Uszballen/Bruchhöfen gehörte bis 1945 mit seiner überwiegend evangelischen Bevölkerung zu dem 1728 gegründeten Kirchspiel Göritten (russisch: Puschkino), das im Kirchenkreis Stallupönen (1938–1946 Ebenrode) in der Kirchenprovinz Ostpreußen der Kirche der Altpreußischen Union lag. Letzter deutscher Geistlicher war Pfarrer Franz Moderegger.
Heute gibt es im Nachbarort Newskoje (Pillupönen, 1938–1946 Schloßbach) wieder eine evangelische Gemeinde, die zur Propstei Kaliningrad der Evangelisch-Lutherischen Kirche Europäisches Russland (ELKER) gehört und deren Pfarrer die der Salzburger Kirche in Gussew (Gumbinnen) sind.

## Söhne und Töchter des Ortes
- Reinhold Kuebart (1879–1937), Bildhauer